# Khu tự trị của Nga
Liên bang Nga được chia thành 89 chủ thể, trong đó có bốn khu tự trị (avtonomnyye okruga, số ít avtonomny okrug). Khu tự trị vừa là chủ thể liên bang đồng thời cũng là đơn vị hành chính của một số chủ thể liên bang khác.
Khu tự trị Chukotka là khu tự trị duy nhất không thuộc tỉnh, Khu tự trị Nenets thuộc tỉnh Arkhangelsk, Khu tự trị Khanty-Mansi & Khu tự trị Yamalo-Nenets thuộc tỉnh Tyumen
| 1. Khu tự trị Chukotka 2. Khantia-Mansia · 3. Khu tự trị Nenets · 4. Yamalo-Nenets |